# Gösta Peterson
Gösta "Gus" Peterson (25. dubna 1923 Stockholm – 28. července 2017 New York) byl švédský módní fotograf, jehož práce se objevily v několika publikacích a magazínech včetně The New York Times, Esquire nebo Harper's Bazaar.

## Mládí
Peterson se narodil ve Stockholmu v roce 1923, vyrůstal v Örebru, a do Stockholmu se vrátil, aby vystudoval a stal se ilustrátorem. Pak pracoval v reklamní agentuře ve Stockholmu. Jeho příbuzný ho pozval do USA a v roce 1948 se přestěhoval do New Yorku, kde získal práci jako ilustrátor v obchodním domě Lord & Taylor.  

## Kariéra
Když odešel ze Švédska, dostal kameru Rolleiflex jako dárek při odchodu z reklamní agentury Gumelius. Vzdělával se sám, vylepšoval své dovednosti jako pouliční fotograf v ulicích New Yorku. V roce 1954 se setkal se svou budoucí manželkou Patricií, která v té době byla módní redaktorka The New York Times. Ve stejném roce se s ní také oženil. Peterson Patricii  připisuje zásluhu na tom, že mu velmi pomohla k fotografické kariéře.
V padesátých letech pracoval na několik zakázkách pro několik časopisů a získal si přezdívku "Yes" za svou ochotu přijímat úkoly. Poté, co se jeho žena stala viceprezidentem u Henriho Bendela, začali namísto ilustrací používat jeho fotografie. Pracoval pro Henriho Bendela, každý týden vydal novou sérii fotografií: ve čtvrtek porada, další den snímky připravit  a publikovány byly v nedělním vydání The New York Times. To pomohlo upevnit jeho pověst módního fotografa.
Od padesátých do osmdesátých let jeho práce byla publikována v několika časopisech, včetně Gentlemen's Quarterly, Mademoiselle, Town & Country a L'Officiel. Navzdory své pověsti módního fotografa nikdy nepracoval pro Vogue; odmítl je, když trvali na vlastním výběru modelů.
Byl prvním fotografem, který portrétoval britskou modelku Twiggy, když přišla v roce 1967 do Ameriky. Asi o rok později za ním přišla afroamerická modelka Naomi Sims, a požádala ho, aby jí fotografoval. Do té doby byla odmítnuta několika fotografickými agenturami, které jí řekly, že její kůže je příliš tmavá. Peterson se stal prvním fotografem, kdo ji fotografoval a jeho fotografie s ní se objevila na podzim 1967 na obálce The New York Times. Byla tak první Afroameričankou na obálce tohoto časopisu.
Jako jeho asistent pracoval 4 měsíce módní fotograf Arthur Elgort. Petersonovo využití přirozeného světla ovlivnilo Elgortovo dílo. Na konci 70. let s ním 3 roky spolupracovala jako modelka Linda Rodinová. Později se stala módní návrhářkou.
Jeho práce byla popsána jako průlomová a průkopnická a byla hodnocena na stejné úrovni jako například Irving Penn, Richard Avedon a Helmut Newton. Často fotografoval bohatě oblečené modely v "obyčejném, vulgárním prostředí". Jeho díla jsou známá inscenacemi a kompozicemi; často používal humorné nebo dramatické scénáře, aby tlumočil obraz a propagoval "neformální, osobní přístup k módní fotografii". Kromě své módní tvorby také fotografoval Salvadora Dalího a vévodu Ellingtona.
Peterson odešel do důchodu v roce 1986. V lednu 2015 byla na turnu v New Yorku představena retrospektiva jeho díla Z archivu (From The Archive). Jeho práce byla také vystavena v Metropolitním muzeu umění v New Yorku a v muzeu Victoria and Albert Museum v Londýně.